# Велетенська група квазарів

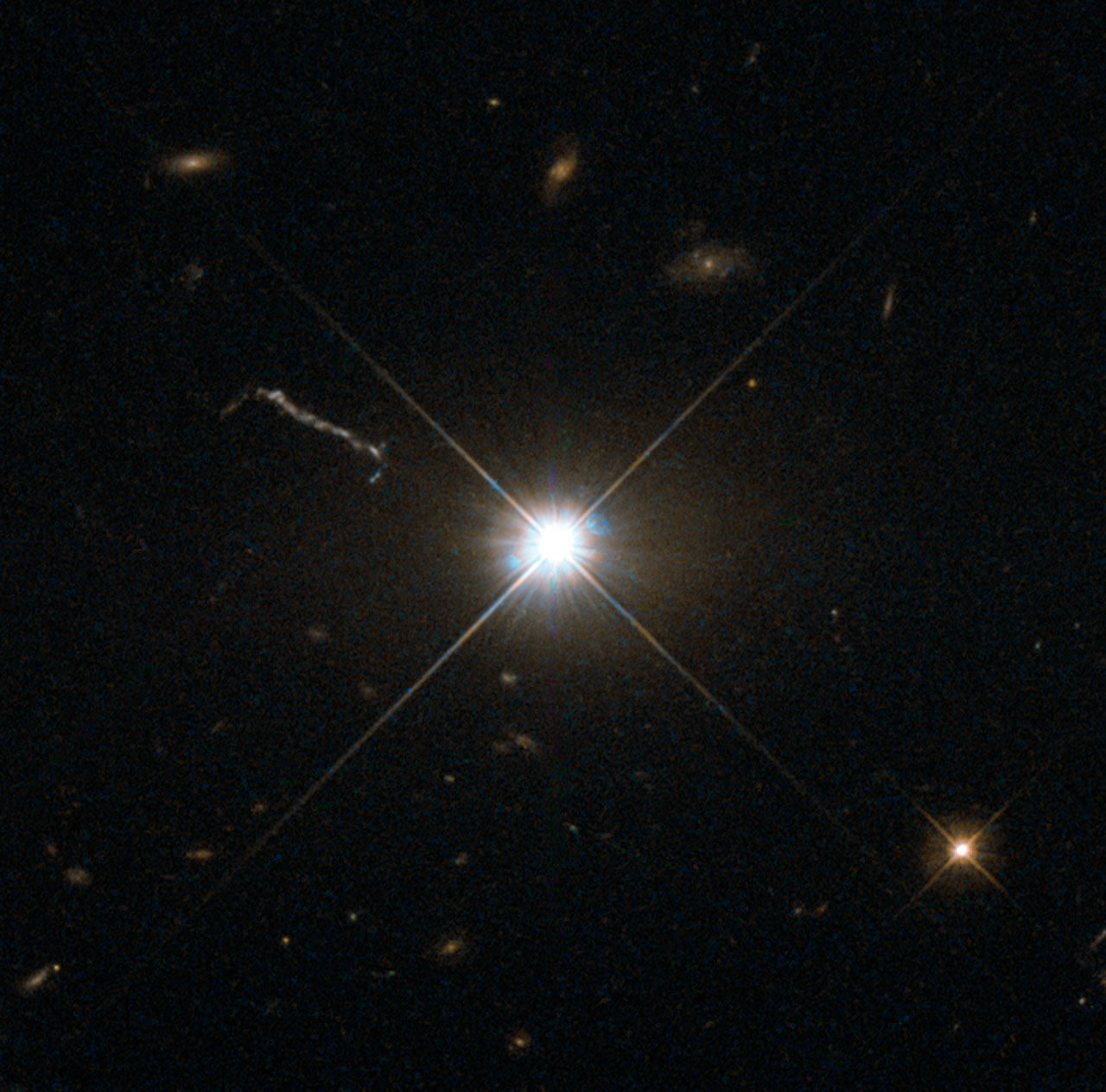
Зображення яскравого квазару 3C 273. Кожне чорне коло та червоний хрест на мапі — квазар, подібний даному

Величезна група квазарів (англ. Huge-LQG, U1.27) — найбільша з відомих великих груп квазарів, що складається з 73 квазарів. При розмірі 4 млрд. світлових років, вона є однією з найбільших структур у видимому Всесвіті.
Група відкрита на підставі даних Слоанівського цифрового огляду неба в листопаді 2012 групою вчених з університету Центрального Ланкаширу під керівництвом Роджера Клоуза.
Величезна група квазарів розташована в сузір'ї Лева. Вона має розміри 1240×640×370 Мпк і масу 6,1× 1018 M☉.

## Інтернет-ресурси
- http://www.star.uclan.ac.uk/~rgc/ [Архівовано 2 грудня 2020 у Wayback Machine.]
- Sixty Symbols: Biggest Thing in the Universe (Video)